# Eragrostis welwitschii
Eragrostis welwitschii är en gräsart som beskrevs av Alfred Barton Rendle. Eragrostis welwitschii ingår i släktet kärleksgrässläktet, och familjen gräs. Inga underarter finns listade i Catalogue of Life.